# Träsksjön, Uppland
Träsksjön är en sjö i Vaxholms kommun i Uppland och ingår i Åkerström-Norrströms kustområde. Sjön har en area på 0,103 kvadratkilometer och ligger 9 meter över havet. Vid provfiske har karp, mört, ruda och öring fångats i sjön.

## Delavrinningsområde
Träsksjön ingår i det delavrinningsområde (658950-163850) som SMHI kallar för Rinner mot Tallaröfjärden. Medelhöjden är 24 meter över havet och ytan är 10,67 kvadratkilometer. Det finns inga avrinningsområden uppströms utan avrinningsområdet är högsta punkten. Avrinningsområdets utflöde mynnar i havet, utan att ha någon enskild mynningsplats. Avrinningsområdet består mestadels av skog (77 procent) och jordbruk (14 procent). Avrinningsområdet har 0,15 kvadratkilometer vattenytor vilket ger det en sjöprocent på 0,9 procent.